# Ivan Semaka
Ivan Semaka (în ucraineană Іван Семака) (n. 1850, Bucovina – d. 1894) a fost un notar și o personalitate a vieții politice ucrainene din Bucovina. El era fratele lui Evhen și Ilia Semaka.
A publicat în anul 1876, la Cernăuți, revista umoristică "Lopata" (în ucraineană Лопата).